# Ruth Hunt
Pour les articles homonymes, voir Hunt.
Ruth Elizabeth Hunt, baronne Hunt de Bethnal Green (née le 12 mars 1980 à Cardiff) est une personnalité politique galloise, ancienne directrice de Stonewall, le plus grand organisme LGBT en Europe, de 2014 jusqu'à sa démission en 2019.

## Biographie
Hunt fait ses études à l'école primaire Christ the King, à Cardiff, au New College, à Cardiff, une ancienne école indépendante, et à la King Edward VI Camp Hill School for Girls, à Birmingham, avant d'étudier la langue et la littérature anglaises au St Hilda's College d'Oxford. Elle est élue présidente de l'Union des étudiants de l'Université d'Oxford.
Hunt rejoint en janvier 2004 l'Equality Challenge Unit, une organisation qui promeut l'égalité dans les établissements d'enseignement supérieur, où elle est conseillère dans les domaines concernant l'orientation sexuelle et l'égalité des identités de genre.
En 2005, elle rejoint Stonewall en tant que chargée de mission pour les affaires publiques où elle dirige les travaux de Stonewall sur l'intimidation homophobe dans les écoles. Elle devient responsable des politiques et de la recherche en 2007 et directrice des affaires publiques en 2009.
Pendant ce temps, Hunt produit des recherches sur les besoins et les inégalités en matière de santé des lesbiennes, gays et bisexuels religion et les croyances et leur impact sur l'égalité d'orientation sexuelle, les expériences des homosexuels âgés au Royaume-Uni et, en 2012, le premier guide sur modèles ouvertement homosexuels.
En 2013, Hunt est nommée directrice générale adjointe de Stonewall supervisant le développement stratégique et la mise en œuvre de la politique, de la recherche, des campagnes et des fonctions d'information de Stonewall, qui comprend le travail de l'équipe des affaires publiques de Stonewall, de l'équipe de l'éducation, du service d'information de Stonewall, Stonewall Écosse et Stonewall Cymru (pays de Galles).
En juillet 2014, après une période en tant que directrice générale par intérim, elle est nommée directrice générale de Stonewall.
Hunt supervise la croissance du travail de Stonewall en Écosse et au pays de Galles, en particulier l'établissement du service d'information bilingue anglo-gallois Stonewall Cymru et le lobbying de Stonewall Écosse pour obtenir le projet de loi sur le mariage et le partenariat civil (Écosse). Elle témoigne devant le comité de l'égalité des chances du Parlement écossais sur l'égalité dans le mariage en septembre 2013.
Hunt dirige les travaux de Stonewall sur l'élaboration de politiques et l'influence stratégique, en particulier le développement de partenariats stratégiques avec des organisations du secteur public et privé. Elle dirige des travaux avec des organisations telles que le ministère de la Défense, la UK Border Agency, le Home Office et Accenture.
En tant que directrice générale adjointe, Hunt participe à la campagne de Stonewall concernant le projet de loi sur le mariage (couples de même sexe) en Angleterre et au pays de Galles.
Elle est impliquée dans la campagne de Stonewall concernant la loi de 2008 sur la fertilisation humaine et l'embryologie, légalisant la possibilité pour les lesbiennes d'accéder au traitement de fertilité.
En octobre 2013, dans sa « Liste rose (en) », l'Independent nomme Hunt comme la cinquième personne LGBT la plus influente du Royaume-Uni. Elle reçoit en 2015 deux diplômes honorifiques, de l'université de Cardiff, où sa mère Sheila est alors professeur à l'école d'infirmières, et de l'université de Keele,.

## Nomination à la chambre des lords
Hunt est nommée pair à vie et membre Crossbencher de la Chambre des lords dans les honneurs de démission de la première ministre Theresa May en 2019, et est créée baronne Hunt de Bethnal Green dans l'arrondissement londonien de Tower Hamlets, le 16 octobre 2019. 

## Vie privée
Hunt conclut un partenariat civil avec sa partenaire le Dr Kirsty Lloyd en 2010.
Hunt est une catholique pratiquante et cherche à combler le fossé entre les chefs religieux et les communautés LGBT.